# Altmark (hajó)
Az Altmark (később Uckermark) egy német tanker és ellátóhajó volt a második világháború idején. A hajót 1936-1938 között építették Kielben. Az Altmark volt az Admiral Graf Spee zsebcsatahajó ellátója, miközben az kereskedelmi hajók elleni portyán volt a második világháború első hónapjaiban. A hajó az Altmark-incidens révén vált híressé, mikor a dél-atlanti vizekről hazatérőben a norvég partok mentén haladva brit rombolók intéztek ellene támadást és kiszabadították a fedélzetén fogva tartott mintegy 300 brit alattvalót. A támadás a nemzetközi egyezmények súlyos megsértésének számított és felgyorsította az ország megszállására tett brit-francia illetve német előkészületeket. 1942-ben Japánban semmisült meg egy kikötői baleset következtében.

## Építése
A hajó a kilenctagúra tervezett Dithmarschen-osztály harmadik egységeként kezdték építeni 750-es építési számmal (Baunummer 750) a Howaldtswerke AG kieli gyártelepén 1936. június 15-én. A német szokásoknak megfelelően a hajó csak keresztelésekor kapott nevet, ezért építése során a Troßschiff A megjelölést (Baubezeichnung) használták rá. Az elkészült hajótestet 1937. november 13-án bocsátották vízre és egy évvel később, 1938. november 14-én állították szolgálatba. Négy elkészült testvérhajójával ellentétben az Altmarkot nem szerelték fel állandó fegyverzettel. A hajó első kapitánya a 65 éves Heinrich Dau lett.

## Szolgálata
A szolgálatba állítását követően hamar ellátóhajóként kezdték alkalmazni. 1938-39-ben a spanyol partok ellenőrzésében részt vevő német hadihajókat segítette ténykedésükben.
1939. augusztus 5-én az Altmark Németországból az Egyesült Államokban lévő Port Arthur felé hajózott ki, azzal a céllal, hogy az ott felvett dízelolajat Rotterdamba szállítsa, azonban hazafelé tartva titkos utasításokat kapott az Admiral Graf Spee-hez való csatlakozásra és annak támogatására abban az esetben, ha háború törne ki.

## AzAltmark-incidens

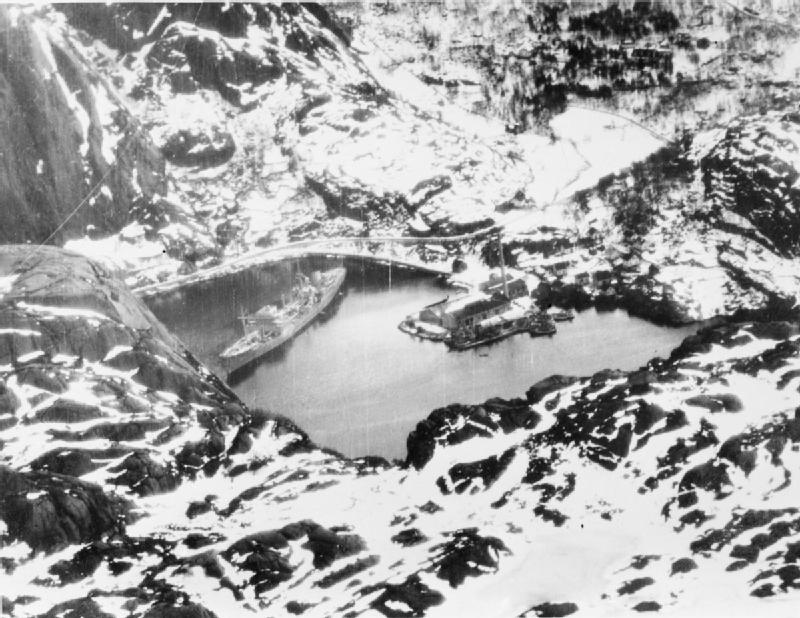
A partról már levontatott Altmark egy brit felderítőgép felvételén

Az Altmarkot az Admiral Graf Spee zsebcsatahajó ellátására rendelték, mely az Atlanti-óceán déli részén portyázott. A zsebcsatahajóról két 20 mm-es légvédelmi gépágyút helyeztek át egy őrszemélyzettel együtt a tartályhajóra és az által elfogott hajók legénységének egy része az Altmarkra került internáltként. Miután az Admiral Graf Spee súlyosan megsérült és legénysége elsüllyesztette Montevideo közelében, az Altmark több hetet töltött el a viharos dél-atlanti vizeken, majd visszaindult Németországba. A La Manche-csatornán való átkelés a háborús helyzetben szóba se jöhetett, így az Altmark – számos álnevet használva – Izlandig haladva északról kerülte meg a Brit-szigetet, majd Norvégia partjai mentén hajózott volna a német kikötőkig.
Norvég vizekre érve a Seekriegsleitung utasítására a két légvédelmi ágyút leszerelve, saját név alatt, a Reichsdienstflaggét (Birodalmi szolgálati lobogót) felvonva hajózott tovább, ami – békeidőben – mentesítette a tüzetes vizsgálatok és a rakományával való elszámolás kötelezettsége alól és így a felségvizeken háborítatlanul haladhatott végig. A norvégok, akiket a britek januárban már értesítettek a foglyokkal érkező Altmark várható felbukkanásáról, többször is megpróbálták átkutatni a hajót, de Dau kapitány ezt mindig visszautasította a hajó státuszára hivatkozva, így arról személyesen nem bizonyosodhattak meg, a foglyok valóban a hajón tartózkodnak-e.
A britek is hamar tudomást szereztek a felbukkanásáról és elfogására egy könnyűcirkálót és négy rombolót küldtek ki. Norvégia déli partjainál előbb az Ivanhoe és Intrepid rombolók próbálták feltartóztatni – a kíséretében lévő norvég torpedónaszád tiltakozása ellenére. Az első támadást sikeresen elhárította manőverezéssel, majd a Jøssing-fjordba menekült, ahol az éjszaka folyamán a Cossack romboló támadta meg hajót a fjordban az éjszaka folyamán. A hajóval Dau kapitány védekezésül nekitolatott a mellé beállni igyekvő rombolónak, mely csak a parti sziklák mellett feltorlódó jég miatt nem rongálódott meg súlyosan. Ezt követően brit tengerészek szálltak át a tankerre. A németek nem tanúsítottak fegyveres ellenállást, de pontosan tisztázatlan körülmények között hamarosan lövöldözés tört ki a német hajó fedélzetén, melyben a német tengerészek közül heten életüket veszítették, hat-hat fő könnyebben illetve súlyosabban megsebesült. (Az egyik súlyos sebesült később szintén elhunyt.) Dau a hajót annak elfoglalása után a britek figyelmetlenségét kihasználva partra futtatta, hogy ne kerülhessen a kezükre zsákmányként.
Mivel az incidens norvég felségvizeken történt, a britek ezzel az akcióval megsértették Norvégia semlegességét, akik a briteket a nemzetközi törvényszék bevonásával fenyegették meg az ügy miatt és a kiszabadított internáltak Norvégiába való visszaszállítását követelték. A fjordban tartózkodó kisebb norvég hadihajók a britek fenyegetése miatt nem nyújtottak védelmet az Altmarknak, ami a németekben erősítette azt a véleményt, hogy Norvégia nem tud, vagy nem akar megfelelni a semlegesség támasztotta követelményeknek. Ennek hatására felgyorsították a haditervek kidolgozását az ország megszállására, amiről már decemberben döntés született (Weserübung hadművelet).

## Berlin hadművelet
A hajót kijavítása után, 1940. augusztus 6-án átkeresztelték Uckermarkra, majd Walther von Zatorski korvettkapitány parancsnoksága alatt tovább folytatta ellátóhajói feladatát. 1940. szeptember 12-én az Atlanti-óceán északi részén portyázó Admiral Scheer támogatására indult, de a Karmsundban (egy dél-norvégiai szorosban) aknára futott és megsérült. Emiatt vissza kellett térnie Kielbe.
A következő év elején részt vett a Berlin hadműveletben, mely során 1941. január 18. és 1941. március 23. között az Atlanti-óceánon tevékenykedő Scharnhorst és Gneisenau csatahajókat támogatta. 1941. március 22-én 200 kimentett hajótöröttel a fedélzetén érkezett meg La Pallice-ba, La Rochelle egyik külső kikötőjébe.

## Távol-keleti alkalmazása
1942. szeptember 9-én az Uckermark elhagyta a franciaországi kikötőket és Japánba indult. Útközben szeptember 24-én ellátta a Michel segédcirkálót. 1942. november 24-én a hajó megérkezett Yokohamába. Később a Thor segédcirkáló ellátásáért is az Uckermark felelt, miközben az az Indiai- és Csendes-óceánon portyázott.
1942. november 10-én érte el Shonantót, ahonnan 5500 tonna benzint szállított Yokohamába.
1942. november 30-án az Uckermark az itteni kikötőben horgonyzott a Thor segédcirkáló, a Thor által márciusban elfogott, Nankin nevű (Leuthenre átnevezett) ausztrál óceánjáró valamint a japán Unkai Maru Nr.3 mellett. Miközben a legénysége ebédelt, egy óriási robbanás szétszakította a hajót. A robbanás következtében mind a négy hajó elsüllyedt. A robbanást feltételezhetően egy szerelőmunkás okozta, akinek szerszámaiból szikra pattant ki miközben az üzemanyagtartályok közelében dolgozott. A tragédiában 53 ember veszítette életét, többségük az Uckermark legénységének tagja volt.
A túlélők egy része a Doggerbank blokádtörő fedélzetén tért volna vissza Franciaországba, de mind életüket veszítették, mikor a hajójukat 1943. március 3-án tévedésből megtorpedózta az U 43 tengeralattjáró. A fedélzeten tartózkodó 365 főből csak egy maradt életben.